# Zond 6
Zond 6 (ros. Зоңд-6) – radziecka bezzałogowa sonda kosmiczna wysłana w ramach programu Zond. Dziesiąty lot statku kosmicznego typu L-1 (7K-Ł1).

## Cel misji
Okrążenie Księżyca, badania naukowe i powrót na Ziemię ze zrealizowaniem lądowania sterowanego. Lot podobny do lotu sondy Zond 5. Celem programu Zond było wysłanie dwóch kosmonautów, by okrążyli Księżyc i wrócili na Ziemię.
Na pokładzie statku Zond 6 znalazły się instrumenty naukowe – detektory promieniowania kosmicznego, meteoroidów i mikrometeoroidów, sprzęt fotograficzny oraz eksperyment biologiczny.

## Przebieg misji
10 listopada 1968 roku z kosmodromu Bajkonur w Kazachstanie wystartowała sonda Zond 6. Tak jak w poprzednich lotach próbnik został wprowadzony na okołoziemską orbitę parkingową. Po niespełna godzinie sonda wystartował w kierunku Księżyca i uzyskała prędkość bliską prędkości ucieczki. W odległości 250  000 od Ziemi przeprowadzono pierwszą poprawkę trajektorii. Najmniejsza odległość od powierzchni Księżyca wyniosła 2420 km. W czasie powrotu na Ziemię przeprowadzono dwie korekty trajektorii (w odległości 236 000 km i 120 000 km) oraz zastosowano nową metodę wejścia w gęste warstwy atmosfery. Następnie od części silnikowej został odłączony lądownik, który wtargnął w atmosferę. Trajektoria lądowania miała długość około 9 tysięcy km i składała się:
- z pierwszego wejścia w atmosferę (zwalniając do prędkości 7,6 km/s i schodząc do wysokości 45 km nad powierzchnię Ziemi). Szerokość korytarza wtargnięcia w tym przypadku wynosiła 20 km.
- odcinka lotu na zewnątrz atmosfery po trajektorii balistycznej
- drugiego wejścia w atmosferę gdzie nastąpiło wyhamowanie sondy do prędkości około 200 m/s. W ostatniej fazie lotu na wysokości 7,5 km zostały uruchomione spadochrony lądownika[5]

Sterowanie przelotu odbywał się specjalnym układem regulującym wielkość siły nośnej poprzez nachylanie lądującego aparatu. Przeciążenia przy lądowaniu mieściły się w granicach 4 –7 g. Lądownik trafił dokładnie w oznaczony korytarz nad rejonem lądowania w Azji Środkowej.
Za pomocą kamery z obiektywem o ogniskowej 400 mm wykonano dwie serie zdjęć formatu 13x18 cm odwrotnej strony Księżyca z odległości 10 000 km do 3,5 tysięcy km. Ponadto w czasie lotu powrotnego wykonano zdjęcia Ziemi. Lądowanie aparatury pozwoliło na odzyskane oryginalnych klisz. Dzięki temu uzyskano obrazy powierzchni Księżyca o niespotykanym bogactwie szczegółów.
W trakcie trwania misji miały miejsce awarie:
- wadliwa uszczelka spowodowała dekompresję kabiny,
- spadochron nie otworzył się prawidłowo i lądownik rozbił się 17 listopada 1968 roku zamiast łagodnie wylądować.

Zond 6 obleciał jednak Księżyc, zbliżając się do niego na odległość 2420 km i wykonał najtrudniejsze zadanie – udane wejście w atmosferę ziemską. Podczas lotu uzyskano wiele informacji naukowych, łącznie z fotografiami powierzchni Księżyca, wypróbowano działanie urządzeń pokładowych sondy i lądującego aparatu.